# Eunice Muñoz
Eunice do Carmo Munhoz, mais conhecida por Eunice Muñoz  GCSE • GCIH • GCM (Amareleja, Moura, 30 de julho de 1928 — Carnaxide, Oeiras, 15 de abril de 2022), foi uma atriz portuguesa de referência do teatro, televisão e cinema português, considerada unanimemente uma das melhores atrizes portuguesas de todos os tempos. Foi galardoada com o título de doutora honoris causa pela Universidade de Évora, em 2009. Eunice Muñoz foi também homenageada no dia 13 de setembro de 2015 com um espetáculo no teatro Garrett do teatro nacional.

## Biografia
Eunice tinha origens numa família de atores, sendo filha de Hernâni Cardinali Munhoz, natural de Oliveira de Azeméis de ascendência italo-espanhola, e de Mimi do Carmo Munhoz, natural de Condeixa-a-Nova. Era irmã de Hernâni do Carmo Munhoz e de Francisco Fernando do Carmo Munhoz. Estreou-se no teatro desmontável da família, a Trupe Carmo, com apenas 5 anos, cantando a cantiga «Uma Porta e Uma Janela».
Em 1941, com 13 anos, Eunice Muñoz estreou-se no Teatro Nacional D. Maria II, na peça Vendaval, de Virgínia Vitorino, com a Companhia Rey Colaço/Robles Monteiro. O seu talento é de imediato reconhecido e admirado por Palmira Bastos, Raul de Carvalho, João Villaret e pela própria Amélia Rey Colaço, o que lhe permite uma rápida integração na Companhia. Em 1943 contracena com Palmira Bastos em Riquezas da Sua Avó, uma comédia espanhola aportuguesada por Ascensão Barbosa, José Galhardo e Alberto Barbosa, ao que se segue, no ano seguinte, Labirinto, de Manuel Pressler. No verão desse ano protagoniza a opereta João Ratão, ao lado de Estêvão Amarante. Continuou a colecionar sucessos, ao lado de Maria Lalande e Irene Isidro (Raparigas Modernas, de Leandro Torrado), sendo ainda dirigida por Maria Matos em A Portuguesa, de Carlos Vale. Já a frequentar a Escola de Teatro do  Conservatório Nacional  celebriza-se em A Casta Susana, de Georg Okonkowikski. Termina o  Conservatório com 18 valores e populariza-se no palco do Teatro Variedades, com Vasco Santana e Mirita Casimiro na peça Chuva de Filhos, de Margaret Mayo.

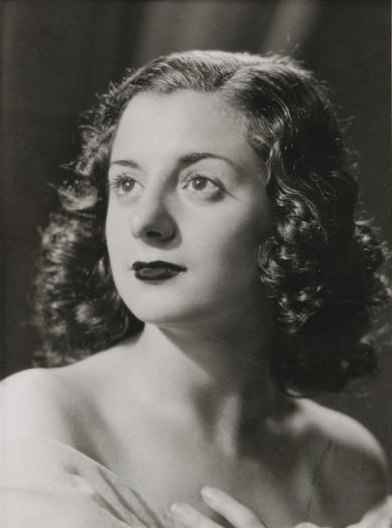
Eunice Muñoz em 1943

Em 1946 dá-se a sua estreia no cinema, aparecendo no filme de José Leitão de Barros Camões. Por esta interpretação, Eunice ganha o prémio do Secretariado Nacional de Informação, para a melhor atriz cinematográfica do ano. Um Homem do Ribatejo (1946), de Henrique Campos e Os Vizinhos do Rés-do-Chão (1947), de Alejandro Perla, são os trabalhos que se seguem. A 12 de outubro de 1946, casou pela primeira vez civilmente, em Lisboa, com o arquiteto Rui Ângelo do Couto (São Sebastião da Pedreira, Lisboa, 3 de agosto de 1917 — Elvas, 13 de dezembro de 1998), filho do arquiteto António do Couto, natural de Barcarena, e Corina Ângelo do Couto, natural da Guarda. Deste casamento nasceu uma filha, Susana. Por sentença de 17 de maio de 1955, os dois divorciaram-se litigiosamente.
Em 1948 regressa ao Teatro Nacional para protagonizar Outono em Flor, de Júlio Dantas. Seguidamente Espada de Fogo, de Carlos Selvagem, encenado por Palmira Bastos, é um êxito retumbante.
Trabalha novamente no cinema, protagonizando A Morgadinha dos Canaviais, de Caetano Bonucci e Amadeu Ferrari (1949), adaptado do romance homónimo de julio dinis. Participa ainda em "Ribatejo" de Henrique Campos.
Volta aos palcos em 1950, faz a revista O Disco Voador no Teatro Maria Vitória, a comédia Ninotchka, de Melchior Lengyel, contracenando com Igrejas Caeiro, Maria Matos e Vasco Santana. Em 1951 ingressa na Companhia do Teatro Ginásio, dirigida por António Pedro. Dessa época salienta A Loja da Esquina, de Edward Percy. Passa pelo Teatro da Trindade e retira-se por quatro anos da atividade teatral, para grande exclamação dos jornais, dos críticos e do público. A sua reaparição dá-se em Joana D' Arc, de Jean Anouilh, no palco do Teatro Avenida. Multidões perfilam-se pela Avenida da Liberdade, desejosas de obter um bilhete para ver Eunice, que a crítica aclama como genial.
A 6 de fevereiro de 1956 casa-se pela segunda vez em Lisboa, com o engenheiro Ernesto Borges (27 de julho de 1924), tendo 4 filhos deste casamento, Joana, António, Pedro e Maria. Em 1957, depois da peça A Desconhecida, de Pirandello, ingressa juntamente com Maria Lalande, Isabel de Castro, Maria José, Ruy de Carvalho, Curado Ribeiro e Fernando Gusmão no Teatro Nacional Popular, sob a direção de Ribeirinho, onde interpreta Shakespeare (Noite de Reis), Júlio Dantas (Um Serão Nas Laranjeiras) e Luiz Francisco Rebello (Pássaros das Asas Cortadas), entre outros autores.
Já nos anos 1960, passa para a comédia na Companhia de Teatro Alegre, ao Parque Mayer, ao lado de nomes como António Silva e Henrique Santana. No Teatro Monumental fez O Milagre de Anna Sullivan, de William Gibson (Prémio de Melhor Actriz do SNI ex-aequo com Laura Alves - 1963).
Aparece então com regularidade na televisão, em peças repetidas por desejo expresso do público, como O Pomar das Cerejeiras, de Anton Tchekov; A Dama das Camélias, de Alexandre Dumas Filho; Recompensa, de Ramada Curto; Os Anjos Não Dormem, de Armando Vieira Pinto; ou séries, como Cenas da Vida de Uma Actriz, doze episódios de Costa Ferreira, ao lado de sua mãe, Mimi Muñoz.
Regressa à comédia, contracenando com Virgílio Teixeira e Igrejas Caeiro em Mary-Mary no Teatro Variedades. Em 1965, Raúl Solnado funda a Companhia Portuguesa de Comediantes (CPC), no recém-inaugurado Teatro Villaret. Nesse ano inaugural do teatro, Eunice participou na peça "Verão e fumo", de Tennessee Williams, e, no ano seguinte, na peça "As Raposas", de Lillian Hellman. A participação nestas peças granjeou-lhe os prémios de Imprensa de "Melhor Atriz" e de "Popularidade", pela revista "Rádio e Televisão".
Eunice recebe o maior salário até então pago a uma atriz dramática: 30 contos mensais. A peça de estreia é O Homem Que Fazia Chover, de Richard Nash, encenado por Alain Oulman. Seguiram-se interpretações de Tennessee Williams e Bernardo Santareno.
Em 1967 atua no Teatro Variedades e no Teatro Experimental de Cascais onde protagoniza Fedra, de Jean Racine.
Casa pela terceira vez com o poeta António Barahona da Fonseca (Lisboa, 7 de janeiro de 1939) de quem tem uma filha.
Em 1970 cria com José de Castro a Companhia Somos Dois, com a qual faz uma longa turné por Angola e Moçambique, dirigida por Francisco Russo em Dois Num Baloiço, de William Gibson, e Os dactilógrafos, de Murray Schisgal. Nesse mesmo ano, estreia-se na encenação com A Voz Humana, de Jean Cocteau.
Em 1971 volta ao palco do Teatro da Trindade (Companhia Rey Colaço/Robles Monteiro), ao lado de João Perry para fazer O Duelo, de Bernardo Santareno. No mesmo ano integra uma nova formação artística no Teatro São Luiz onde interpreta José Régio. Com a proibição pela censura, a poucas horas da estreia, de A Mãe, de Stanislaw Wiktiewicz, em que Eunice era a protagonista, o diretor da companhia, Luiz Francisco Rebello, demite-se e cessa a atividade desse conjunto prometedor.
Dedica-se, então, à divulgação de poetas que ama, quer em disco, quer em recitais, dando voz a Florbela Espanca, António Nobre ou António Maria Lisboa voltando ao teatro para interpretar As Criadas (1972), de Jean Genet, juntamente com Glicínia Quartin e Lurdes Norberto, na encenação do argentino Victor Garcia, no Teatro Experimental de Cascais. Faz uma longa turnê por África na companhia de Carlos Avilez, onde se contam as peças Fedra, de Jean Racine, e A Maluquinha de Arroios, de André Brun.
Em 1976 participou na peça Equus, de Peter Shaffer, com a empresa Vasco Morgado, e, dois anos depois, em 1978, participou na peça Felizmente há luar!, de Luís de Sttau Monteiro,  no Teatro D. Maria II.
Uma vez integrada na companhia residente do reaberto Teatro Nacional D. Maria II, Eunice viverá êxitos enormes, interpretando peças de Donald Coburn, John Murray, Bertolt Brecht, Hermann Broch, Athol Fuggard, Eurípedes, entre outros.
Trabalhou com encenadores como Stephan Stroux (O parque, de Botho Strauss, 1985), no Teatro da Cornucópia; João Lourenço (Mãe Coragem, 1986); João Perry (Zerlina, 1988, no Teatro Trindade), ou Filipe La Féria (Passa por Mim no Rossio, 1992).
Neste período aparecera também em vários filmes, tendo interpretações antológicas, em Manhã Submersa, de Lauro António (1980) e Tempos Difíceis, de João Botelho (1987).
Em 1991, celebram-se os seus 50 anos de Teatro, com uma exposição no Museu Nacional do Teatro, sendo Eunice condecorada, em cena aberta, no palco do Teatro Nacional, pelo Presidente da República, Mário Soares.
Em 1993 estreia-se em telenovelas com a interpretação de D. Branca em A Banqueira do Povo, de Walter Avancini.

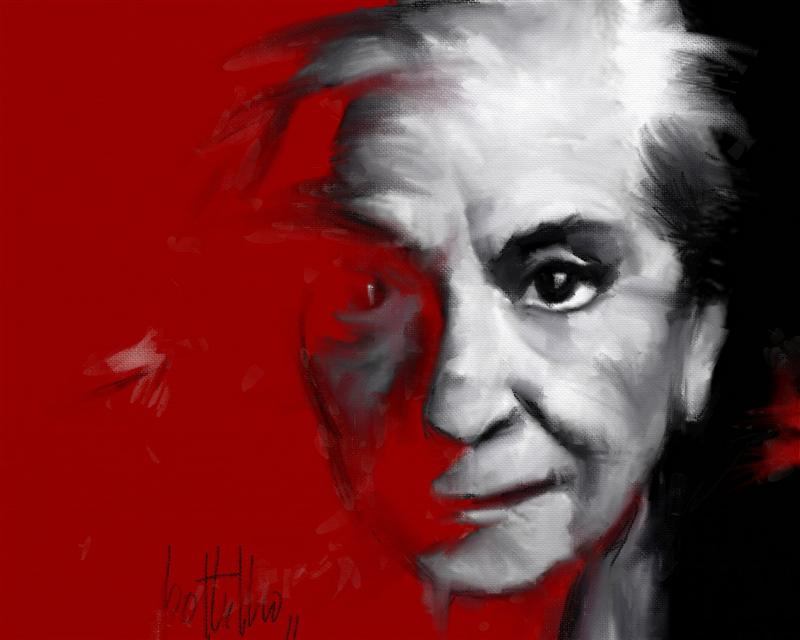
Eunice Muñoz, pintura de Bottelho, 2011

A Maçon, peça escrita pela romancista Lídia Jorge propositadamente para Eunice, foi à cena em 1997 no palco do Teatro Nacional e em 2001 A Casa do Lago de Ernest Thompson, encenada por La Féria, estreia no Politeama.
Em 2006 representa pela primeira vez na casa a que deu nome, o Auditório Municipal Eunice Muñoz, em Oeiras, com a peça Miss Daisy, encenada por Celso Cleto, contracenando com os atores Guilherme Filipe e Thiago Justino.
Em 2007 coprotagonista com Diogo Infante Dúvida de John Patrick Shanley, sob a direção de Ana Luísa Guimarães no Teatro Maria Matos. Em maio de 2008 é agraciada com o Globo de Ouro de Mérito e Excelência.
Em 2009 volta ao Teatro Nacional D. Maria II com o monólogo O Ano do Pensamento Mágico, de Joan Didion, sob a encenação de Diogo Infante.
Em 2011 volta à cena com "O Comboio da Madrugada", de Tennessee Williams, sob a encenação de Carlos Avilez, no Teatro Experimental de Cascais. Ainda em 2011 apresenta "O Cerco a Leningrado" de José Sanchis Sinisterra, que teve estreia nacional em novembro, no Auditório Municipal Eunice Muñoz, em Oeiras. Eunice Muñoz, que celebrou no dia 28 de novembro (dia da estreia), 70 anos de carreira, interpreta, juntamente com Maria José Paschoal, sob direção de Celso Cleto.
Em maio de 2012, sofreu uma queda no Teatro Nacional D. Maria II durante os ensaios de reposição da peça de Tennessee Williams "O Comboio da Madrugada" e partiu os dois punhos e lesionou a cervical, sendo a estreia cancelada.
Em 2013 sofreu outro revés, quando lhe foi diagnosticado cancro da tiroide, tendo sido operada em abril e submetida a tratamentos de quimioterapia. Após perder a voz, foi operada no Hospital Charles Nicolle, em Rouen, França, sendo novamente submetida a tratamentos de quimioterapia até novembro de 2013. Fez terapia da fala e, em 2015, recuperou parcialmente a voz, nunca tendo recuperado totalmente.
Em agosto de 2016, Filipe La Féria ainda chegou a anunciar o seu nome para integrar o elenco da peça As árvores morrem de pé, contudo, Eunice nunca chegou a entrar em cena. Em 17 de outubro desse ano, a família fez um comunicado a anunciar que Eunice se retirava do elenco, por causa do seu estado de saúde.
Em abril de 2021, ao comemorar 80 anos de carreira, retira-se da carreira artística com a peça A Margem do Tempo, acompanhada pela neta, Lídia Muñoz, sendo que teve de interromper durante 20 dias, por ter sido hospitalizada devido a fadiga e fragilidade. Em outubro de 2021, foi inaugurada na Amareleja, município de Moura, sua terra natal, a Casa de Memórias Eunice Muñoz. Em sua homenagem, o marido da sua neta, Tiago Durão, realizou o documentário Eunice ou Carta a uma Jovem Actriz, que estreou em novembro de 2021. Em janeiro de 2022, foi novamente internada, no Hospital de São Francisco Xavier, em Lisboa, devido a um pico de tensão arterial, dificuldades respiratórias e cansaço, tendo tido alta hospitalar em março de 2022.
Morreu a 15 de abril de 2022 no Hospital de Santa Cruz, em Carnaxide, onde se encontrava internada há dois dias, tendo sido decretado luto nacional por um dia.

## Teatro
- 1941 - Vendaval
- 1942 - Raparigas Modernas
- 1943 - Riquezas da Sua Avó
- 1943 - Frei Luís de Sousa
- 1944 - Labirinto
- 1944 - A Portuguesa
- 1944 - João Ratão
- 1945 - A Casta Susana
- 1945 - Chuva de Filhos
- 1946 - Cuidado com a Bernarda!
- 1947 - A Noite de 16 de Janeiro
- 1949 - Outono em Flor
- 1950 - Disco Voador - Teatro Maria Vitória
- 1950 - Ninotchka - Teatro Maria Vitória
- 1950 - O Padre Piedade - Teatro Maria Vitória
- 1951 - A Loja da Esquina
- 1951 - Multa Provável - Teatro Ginásio
- 1951 - A Menina está Louca - Teatro Ginásio
- 1951 - O Sr. Juiz - Teatro Ginásio
- 1951 - A Casca de Laranja - Teatro Ginásio
- 1951 - João da Lua - Teatro da Trindade
- 1955 - L’Alouette
- 1956 - Joana d'Arc no Teatro Avenida
- 1957 - A Continuação da Comédia
- 1957 - Noite de Reis
- 1958 - Um Serão nas Laranjeiras
- 1959 - Os Pássaros de Asas Cortadas
- 1960 - O Pomar das Cerejeiras
- 1961 - O Cão do Jardineiro
- 1961 - Três em Lua de Mel - Teatro Variedades[26]
- 1962 - Os Direitos da Mulher
- 1963 - O Milagre de Ann Sullivan no Teatro Avenida
- 1963 - O Adorável Mentiroso
- 1964 - Mary, Mary
- 1964 - Os Anjos Não Dormem
- 1965 - Lições de Matrimónio
- 1965 - O Homem Que Fazia Chover
- 1965 - O Cão do Jardineiro
- 1966 - As Raposas
- 1966 - Verão e Fumo
- 1967 - Fedra
- 1967 - Édipo de Alfama
- 1967 - Deliciosamente Louca
- 1967 - O Ídolo
- 1969 - Oração
- 1969 - Os Dois Verdugos
- 1970 - Dois Num Baloiço
- 1970 - A Voz Humana
- 1971 - O Duelo
- 1971 - A Salvação do Mundo
- 1972 - As Criadas
- 1974 - A Maluquinha de Arroios
- 1976 - O Ser Sepulto
- 1976 - Os Amantes Pueris
- 1980 - Hamlet
- 1981 - Portugal e os Seus Poetas
- 1982 - Gin Game
- 1983 - Play
- 1984 - As Memórias de Sarah Bernhardt
- 1985 - "O parque" - no Teatro Cornucópia
- 1986 - Mãe Coragem e os Seus Filhos - no Teatro Aberto
- 1988 - Zerlina - no Teatro da Trindade
- 1992 - Passa Por Mim no Rossio
- 1994 - O Caminho Para Meca
- 1994 - As Fúrias
- 1996 - As Troianas
- 1997 - A Maçon
- 2000 - Madame
- 2001 - Cinemascope (voz off)
- 2001 - A Casa do Lago
- 2006 - Miss Daisy
- 2007 - A Dúvida
- 2009 - O Ano do Pensamento Mágico
- 2011 - O Comboio da Madrugada
- 2011 - O Cerco a Leningrado
- 2021 - A Margem do Tempo

## Televisão
| Anos        | Projeto                             | Papel                                         | Notas                                 | Canal      |
| ----------- | ----------------------------------- | --------------------------------------------- | ------------------------------------- | ---------- |
| 1957        | A Continuação da Comédia            | Não Divulgada                                 | Teleteatro                            | RTP1       |
| 1957        | Três Máscaras                       | Não Divulgada                                 | Teleteatro                            | RTP1       |
| 1959        | O Grande Teatro do Mundo            | Não Divulgada                                 | Teleteatro                            | RTP1       |
| 1959        | A Terceira História                 | Não Divulgada                                 | Teleteatro                            | RTP1       |
| 1959        | Balada de Natal                     | Não Divulgada                                 | Teleteatro                            | RTP1       |
| 1960        | As Três Causas Difíceis             | Não Divulgada                                 | Teleteatro                            | RTP1       |
| 1960        | E Paz na Terra aos Homens           | Não Divulgada                                 | Teleteatro                            | RTP1       |
| 1960        | O Cão do Jardineiro                 | Não Divulgada                                 | Teleteatro                            | RTP1       |
| 1962        | Um Garoto Triste                    | Não Divulgada                                 | Teleteatro                            | RTP1       |
| 1962        | Os Anjos não Dormem                 | Não Divulgada                                 | Teleteatro                            | RTP1       |
| 1962        | A Dama das Camélias                 | Margarida (Protagonista)                      | Teleteatro                            | RTP1       |
| 1962        | Cenas da Vida de Uma Actriz         | Gabriela Vilar (Protagonista)                 | Teleteatro                            | RTP1       |
| 1963        | O Adorável Mentiroso                | Mrs. Patrick Campbell (Protagonista)          | Teleteatro                            | RTP1       |
| 1964        | A Vida é um Jogo                    | Não Divulgada                                 | Teleteatro                            | RTP1       |
| 1964        | A Recompensa                        | Graça                                         | Teleteatro                            | RTP1       |
| 1965        | A Dama Velada                       | Não Divulgada                                 | Teleteatro                            | RTP1       |
| 1965        | A Cana de Pesca                     | Não Divulgada                                 | Teleteatro                            | RTP1       |
| 1965        | Minuto Zero                         | Não Divulgada                                 | Teleteatro                            | RTP1       |
| 1970        | O Jogo da Verdade                   | Joana (Protagonista)                          | Série                                 | RTP1       |
| 1970        | Ajax                                | Não Divulgada                                 | Teleteatro                            | RTP1       |
| 1971        | Maridos Peraltas e Mulheres Sagazes | Não Divulgada                                 | Teleteatro                            | RTP1       |
| 1975        | O Viveiro                           | Não Divulgada                                 | Teleteatro                            | RTP1       |
| 1975        | Nicolau no País das Maravilhas      | Não Divulgada                                 | Série                                 | RTP1       |
| 1976        | O Ser Sepulto                       | Lodge's Owner (Protagonista)                  | Teleteatro                            | RTP1       |
| 1979        | Manhã Submersa                      | Dona Estefânia (Elenco Principal)             | Série                                 | RTP1       |
| 1980        | Eu Show Nico                        | Várias Personagens                            | Série                                 | RTP1       |
| 1980        | Xarope de Orgiata                   | Silvana                                       | Teleteatro                            | RTP1       |
| 1984        | Palavras Ditas                      | Não Divulgada                                 | Série                                 | RTP1       |
| 1984        | As Memórias de Sarah Bernhardt      | Não Divulgada                                 | Teleteatro                            | RTP1       |
| 1985        | Entrada de Portugal na CEE          | Declamação                                    | Teleteatro                            | RTP1       |
| 1985        | Arroz Doce                          | Dona Rosa                                     | Programa apresentado por Júlio Isidro | RTP1       |
| 1987        | Mãe Coragem e os Seus Filhos        | Anna Fierling (Protagonista)                  | Teleteatro                            | RTP1       |
| 1988        | Oração                              | Não Divulgada                                 | Teleteatro                            | RTP1       |
| 1988        | Bâton                               | Berta (Protagonista)                          | Teleteatro                            | RTP1       |
| 1988        | Um Jeep em Segunda Mão              | Não Divulgada                                 | Teleteatro                            | RTP1       |
| 1988        | Cacau da Ribeira                    | Não Divulgada                                 | Série                                 | RTP1       |
| 1989        | Luísa e os Outros                   | Fernanda                                      | Teleteatro                            | RTP1       |
| 1990        | A Morgadinha dos Canaviais          | Doroteia                                      | Série                                 | RTP1       |
| 1992        | Passa Por Mim no Rossio             | Várias Personagens                            | Teleteatro                            | RTP1       |
| 1993        | Terra Instável                      | Melusina Santos                               | Telefilme                             | RTP1       |
| 1993        | A Banqueira do Povo                 | Maria Benta da Silva (Protagonista)           | Telenovela                            | RTP1       |
| 1995        | Tordesilhas- O Sonho do Rei         | Não Divulgada                                 | Teleteatro                            | RTP1       |
| 1995 - 1996 | Nico d'Obra                         | Duquesa (Elenco Adicional)                    | Série                                 | RTP1       |
| 1999 - 2000 | Todo o Tempo do Mundo               | Maria de Sá Couto (Protagonista)              | Telenovela                            | TVI        |
| 2000        | Almeida Garrett                     | Brígida (Elenco Principal)                    | Série                                 | RTP1       |
| 2001        | Olhos de Água                       | Natália Costa Negrão (Antagonista)            | Telenovela                            | TVI        |
| 2001        | Porto dos Milagres                  | Cigana Pita (Participação Especial)           | Telenovela                            | Rede Globo |
| 2002        | Sonhos Traídos                      | Alice Silva (Protagonista)                    | Telenovela                            | TVI        |
| 2003        | Coração Malandro                    | Antónia Brás Teles (Participação Especial )   | Telenovela                            | TVI        |
| 2003 - 2004 | O Teu Olhar                         | Bina (Participação Especial)                  | Telenovela                            | TVI        |
| 2004 - 2005 | Mistura Fina                        | Guadalupe Lampreia (Protagonista)             | Telenovela                            | TVI        |
| 2005        | Dei-te Quase Tudo                   | Amélia Capelo (Elenco de 1974)                | Telenovela                            | TVI        |
| 2007        | Ilha dos Amores                     | Emília (Participação Especial)                | Telenovela                            | TVI        |
| 2008        | Olhos nos Olhos                     | Rosário Silva Pereira (Participação Especial) | Telenovela                            | TVI        |
| 2009        | Equador                             | Cigana                                        | Telesérie                             | TVI        |
| 2010 - 2011 | Mar de Paixão                       | Alice Simões (Co- Protagonista)               | Telenovela                            | TVI        |
| 2012        | A Casa das Mulheres                 | Madalena (Protagonista)                       | Telefilme                             | TVI        |
| 2013 - 2014 | Destinos Cruzados                   | Maria Helena Roquete (Atriz Convidada)        | Telenovela                            | TVI        |
| 2016 - 2017 | A Impostora                         | Pureza Ferreira da Costa (Elenco Principal)   | Telenovela                            | TVI        |
| 2019        | A Teia                              | Hermínia Candeias (Participação Especial)     | Telenovela                            | TVI        |
| 2020        | Quer o Destino                      | Cacilda (Participação Especial)               | Telenovela                            | TVI        |
| 2021        | Eunice ou Carta a Uma Jovem Atriz   | Ela Própria                                   | Documentário                          | RTP1       |
| 2022        | Festa É Festa (3.ª temporada)       | Helena (Elenco Adicional)                     | Telenovela                            | TVI        |

### Cinema
- Camões, de Leitão de Barros (1946)
- Um Homem do Ribatejo, de Henrique Campos (1946)
- Os Vizinhos do Rés-do-Chão, de Alejandro Perla (1947)
- A Morgadinha dos Canaviais, de Caetano Bonucci e Amadeu Ferrari (1949)
- Ribatejo, de Henrique Campos (1949)
- Cantiga da Rua, de Henrique Campos (1950)
- O Trigo e o Joio, de Manuel Guimarães (1965)
- Manhã Submersa, de Lauro António (1980)
- A Fachada, de Júlio Alves (1986)
- Repórter X, de José Nascimento (1987)
- Matar Saudades, de Fernando Lopes (1988)
- Tempos Difíceis, de João Botelho (1988)
- Entre os Dedos, de Tiago Guedes e Frederico Serra (2008)
- Amadeo, de Vicente Alves do Ó (2023)

## Prémios e distinções
- A 13 de julho de 1981 é feita Oficial da Ordem Militar de Sant'Iago da Espada.[27]
- Em 27 de março de 1990 Eunice Muñoz foi distinguida pelo Ministério da Cultura com a Medalha de Mérito Cultural.[28]
- A 26 de novembro de 1991 é feita Grande-Oficial  da Ordem do Infante D. Henrique.[27]
- A 8 de junho de 2010 é elevada a Grande-Oficial da Ordem Militar de Sant'Iago da Espada.[27]
- A 28 de novembro de 2011 é elevada a Grã-Cruz da Ordem do Infante D. Henrique.[27]
- A 31 de julho de 2018 foi agraciada com a Grã-Cruz da Ordem do Mérito.[27]
- A 22 de abril de 2021 foi agraciada com a Grã-Cruz da Ordem Militar de Sant'Iago da Espada.[27]

## 74 Eunices
Em 13 de setembro de 2015 foi organizado o 74 Eunices, um espetáculo de homenagem à atriz Eunice Muñoz que decorreu na Sala Garrett do Teatro Nacional D. Maria II. O espetáculo foi dirigido por Cristina Carvalhal. Fizeram parte do elenco do espetáculo 74 atrizes.

## Condecorações

### Ordens Honoríficas
- Oficial da Ordem Militar de Sant'Iago da Espada (13 de julho de 1981)
- Grande-Oficial da Ordem do Infante D. Henrique (26 de novembro de 1991)
- Grande-Oficial da Ordem Militar de Sant'Iago da Espada (8 de junho de 2010)
- Grã-Cruz da Ordem do Infante D. Henrique (28 de novembro de 2011)
- Grã-Cruz da Ordem do Mérito (31 de julho de 2018)
- Grã-Cruz da Ordem Militar de Sant'Iago da Espada (22 de abril de 2021)

### Medalhas
- Medalha de Mérito Cultural (27 de março de 1990)